# Grand Prix automobile de Pau 1938
Le Grand Prix de Pau 1938 est un Grand Prix qui s'est tenu sur le Circuit urbain de Pau le 10 avril 1938.

## Grille de départ
| 1re ligne | Pos. 2                              |                           | Pos. 1                      |
|           | Caracciola Mercedes-Benz 1 min 48 s |                           | Dreyfus Delahaye 1 min 48 s |
| 2e ligne  | Pos. 4                              |                           | Pos. 3                      |
|           | *                                   |                           | Comotti Delahaye 1 min 59 s |
| 3e ligne  | Pos. 6                              |                           | Pos. 5                      |
|           | Trintignant Bugatti 2 min 4 s       |                           | Lanza Maserati 2 min 0 s    |
| 4e ligne  | Pos. 8                              |                           | Pos. 7                      |
|           | « Raph » Maserati 2 min 10 s        |                           | Matra Bugatti 2 min 5 s     |
| 4e ligne  |                                     | Pos. 9                    |                             |
|           |                                     | Negro Maserati 2 min 21 s |                             |

Note:
* : Hermann Lang qualifié en troisième position en 1 min 49 s ne prend pas le départ à cause d'un problème de pression d'huile. Comotti prend sa place sur la grille de départ.

## Classement de la course
| Pos. | no | Pilote                         | Écurie           | Châssis             | Tours | Temps/Abandon    | Grille |
| ---- | -- | ------------------------------ | ---------------- | ------------------- | ----- | ---------------- | ------ |
| 1    | 2  | René Dreyfus                   | Écurie Bleue     | Delahaye Type 145   | 100   | 3 h 8 min 59 s   | 1      |
| 2    | 6  | Rudolf Caracciola Hermann Lang | Daimler-Benz AG  | Mercedes-Benz W154  | 100   | + 1 min 51 s     | 2      |
| 3    | 4  | Gianfranco Comotti             | Écurie Bleue     | Delahaye Type 145   | 94    | + 6 tours        | 3      |
| 4    | 20 | « Raph »                       | Scuderia Torino  | Maserati 6CM        | 85    | + 15 tours       | 8      |
| 5    | 28 | Maurice Trintignant            | Privé            | Bugatti Type 35C/51 | 83    | + 17 tours       | 6      |
| 6    | 24 | Dioscoride Lanza               | Privé            | Maserati 6CM        | 81    | + 19 tours       | 5      |
| Abd  | 30 | Yves Matra                     | Privé            | Bugatti Type 51     | 40    |                  | 7      |
| Abd. | 22 | Antonio Negro                  | Scuderia Sabauda | Maserati 6CM        | 9     | Direction        | 9      |
| Np.  | 8  | Hermann Lang                   | Daimler-Benz AG  | Mercedes-Benz W154  |       | Pression d'huile | 3      |
| Np.  | 12 | Tazio Nuvolari                 | Alfa Corse       | Alfa Romeo Tipo 308 |       | Feu              |        |
| Np.  | 14 | Emilio Villoresi               | Alfa Corse       | Alfa Romeo Tipo 308 |       | Retrait          |        |
| Np.  | 14 | Giuseppe Farina                | Alfa Corse       | Alfa Romeo Tipo 308 |       | Non partant      |        |
| Np   | 16 | René Le Bègue                  | Privé            | Talbot 150C         |       | Non partant      |        |
| Np.  | 18 | André « De Maris » Embiricos   | Privé            | Talbot 150C         |       | Non partant      |        |
| Np.  | 26 | Daniel « Daniell » Porthault   | Privé            | Delahaye 135S       |       | Non partant      |        |
| Np.  | 2  | Francis Bayard                 | Privé            | Bugatti Type 51     |       | Non partant      |        |

- Légende: Abd.=Abandon - Np.=Non partant.

## Pole position et record du tour
- Pole position :  René Dreyfus en 1 min 48 s.
- Meilleur tour en course :  Rudolf Caracciola en 1 min 47 s 0.